# Ana Caroline da Cunha Vicente
Ana Caroline da Cunha Vicente (29 de novembro de 1992) é uma futebolista brasileira que atua como meio-campista. Atualmente, joga pelo time de futebol soçaite Figueirense/Paula Ramos. Foi eleita em 2018 a melhor jogadora da modalidade, sendo a primeira mulher a receber o prêmio no mundo.
No Figueirense/Paula Ramos, Ana Caroline fez parte da campanha que levou ao time o bicampeonato mundial feminino da modalidade. Ela também é treinadora do time sub 15 feminino do clube.
Começou a jogar futebol aos 12 anos de idade.